# Ghaffari Zaka
Ghaffari Zuka-al-Dawleh (persisch سهام الدین غفاری ذکاء الدوله; * 1886 in Teheran; † 1951) war ein persischer Diplomat, Professor der Politikwissenschaft und Politiker.

## Werdegang
Er war der zweite Sohn des Muhandis-ul-Mamalik und studierte an der Universität Berlin.
Von 1914 bis 1918 wurde er im persischen Bildungsministerium beschäftigt.
1919 eröffnete er in Bern die persische Gesandtschaft und blieb bis 1924 Gesandter, wie auch beim Völkerbund in Genf akkreditiert. Er wagte es nicht nach Persien zurückzukehren, bis das Regime von Reza Schah Pahlavi, 1931 gut etabliert war, da er Kammerherr von Mozaffar ad-Din Schah und Ahmad Schah Kadschar war. 1934 war er im Bildungsministerium als Wirtschaftsprofessor tätig.
Er wurde als sehr unbeständiger, hartnäckiger kleiner Mann mit einer großartigen Vorstellung von seiner eigenen Wichtigkeit und Unfehlbarkeit beschrieben, der dazu neigte das Regime von Reza Schah Pahlavi zu kritisieren und das Verschwinden der Verfassung und die Redefreiheit zu bedauern. Er hatte eine große Familie von Töchtern. Ab 24. Juli 1937 war er Direktor der deutsch-persischen Gewerbeschule in Teheran.
Er gehörte zum Vorstand (Schriftführer) der 1941 gegründeten Iran Party, der auch Mohammad Mossadegh angehörte.
1949 wurde Zoka al Dawla Gaffari von Mohammad Reza Pahlavi zunächst zum Vorstandsvorsitzenden der iranischen Versicherungsgesellschaft berufen und dann zum Minister für Post-Telegrafen und Telefon ernannt.